# Борно (штат)
Борно (англ. Borno) — штат на северо-востоке Нигерии. Второй по площади штат Нигерии. Административный центр штата — город Майдугури. На северо-востоке имеет выход к озеру Чад.

## История
Штат Борно был образован 3 февраля 1976 года при разделе Северо-Восточного штата Нигерии. В 1991 году от него отделился штат Йобе.
Основное население штата составляет этническая группа канури. Политические институты канури образовались задолго до появления Нигерии и существуют по сей день. Территория еще в Средние века входила в состав империи Канем-Борно. Правящая в настоящее время династия получила власть в конце XIX века (государство Борну) и в колониальные времена пользовалась поддержкой британской администрации. В 1905 году столицей династии был сделан город Майдугури. После провозглашения независимости Нигерии в 1960 году Борно сохранял широкую фактическую автономию. Такая ситуация сохранялась до проведения реформы административно-территориального деления Нигерии в 1967 году, когда были образованы 12 штатов. Реформа местного самоуправления 1976 года ещё сильнее уменьшила власть эмиров. К моменту возвращения Нигерии к гражданскому правлению в 1979 году юрисдикция эмиров Борно распространялась лишь на культурные и традиционные вопросы. В настоящее время эмиры служат советниками правительства штата.

## Административно-территориальное деление
Штат разделён на 27 территории местного административного управления.
| - Abadam - Askira/Uba - Bama - Bayo - Biu - Чибок - Дамбоа - Dikwa - Gubio - Guzamala - Gwoza - Hawul - Jere - Kaga |  | - Kala/Balge - Konduga - Kukawa - Kwaya-Kusar - Mafa - Magumeri - Майдугури - Marte - Mobbar - Monguno - Ngala - Nganzai - Shani |